# Cure de Saint-Dié-des-Vosges
Le cure de Saint-Dié-des-Vosges est un édifice situé dans la ville de Saint-Dié-des-Vosges, dans les Vosges en région Grand Est.

## Histoire
La construction du presbytère date du XVIIIe siècle. 
L'immeuble est incendié en 1944.
Deux portes d'entrée de la cure sont inscrites au titre des monuments historiques par arrêté le 31 mai 1946.